# Chloridolum everetti
Chloridolum everetti là một loài bọ cánh cứng trong họ Cerambycidae.